# 조 판톨리아노
조지프 피터 "조" 판톨리아노(영어: Joseph Peter "Joe" Pantoliano, 1951년 9월 12일 ~ )는 미국의 배우이다. HBO 드라마 《소프라노스》(2001-04)를 통해 2003년 제55회 프라임타임 에미상 드라마 시리즈 부문 남우조연상을 수상하였다. 주요 영화 출연작으로 《매트릭스》(1999), 《메멘토》(2001) 등이 있다.

## 출연 작품

### 영화
- 위험한 청춘 (1983)
- 구니스 (1985) - 프랜시스 역
- 라 밤바 (1987)
- 태양의 제국 (1987)
- 미드나잇 런 (1988)
- 도망자 (1993)
  - 도망자 2 (1998)
- 나쁜 녀석들 (1995) - 하워드 역
  - 나쁜 녀석들 II (2003)
  - 나쁜 녀석들: 포에버 (2020)
  - 나쁜 녀석들: 라이드 오어 다이 (2024)
- 바운드 (1996)
- 매트릭스 (1999)
- 메멘토 (2001)
- 레이싱 스트라이프스 (2005)
- 저스트 겟팅 스타티드 (2017) - 조이 역
- 우리, 운명일까? (2018, Happy Anniversary)
- 아메리칸 브롤러 (2019, The Brawler) - 앨 브래버먼 역

### 텔레비전
- 매시 (1981)
- 뉴욕경찰 24시 (1995)
- 소프라노스 (2001-04)
- 센스8 (2015-17)